# Digitaria
Genre
Digitaria (les digitaires) est un genre de plantes herbacées de la famille des Poaceae, qui regroupe environ 300 espèces des régions tropicales et tempérées.
Certaines espèces sont considérées comme des mauvaises herbes, en particulier dans les pelouses, les terrains de golf et dans certaines cultures, notamment le maïs.
Chez d'autres espèces, comme Digitaria cruciata (raishan), Digitaria exilis (fonio blanc), Digitaria iburua (fonio noir) ou Digitaria sanguinalis (digitaire sanguine), les graines sont utilisées pour l'alimentation humaine en Afrique, en Asie et en Europe ; ces espèces sont classées parmi les céréales mineures. Enfin, diverses espèces de Digitaria, notamment Digitaria decumbens Stent, sont cultivées comme plantes fourragères dans les régions tropicales.

## Liste d'espèces
Selon The Plant List (29 septembre 2017) :
- Digitaria abludens (Roem. & Schult.) Veldkamp
- Digitaria abyssinica (A.Rich.) Stapf
- Digitaria acuminatissima Stapf
- Digitaria adamaouensis Zon
- Digitaria aequatoriensis (Hitchc.) Henrard
- Digitaria aequiglumis (Hack. & Arechav.) Parodi
- Digitaria alleizettei A.Camus
- Digitaria ammophila (Benth.) Hughes
- Digitaria andicola Gir.-Cañas
- Digitaria andringitrensis A.Camus
- Digitaria angolensis Rendle
- Digitaria ankaratrensis A.Camus
- Digitaria appropinquata Goetgh.
- Digitaria argillacea (Hitchc. & Chase) Fernald
- Digitaria argyrograpta (Nees) Stapf
- Digitaria argyrotricha (Andersson) Chiov.
- Digitaria aridicola Napper
- Digitaria aristulata (Steud.) Stapf
- Digitaria arushae Clayton
- Digitaria asthenes Clayton
- Digitaria atra Luces
- Digitaria atrofusca (Hack.) A.Camus
- Digitaria badia (Scribn. & Merr.) Fernald
- Digitaria baileyi (Benth.) Hughes
- Digitaria bakeri (Nash) Fernald
- Digitaria balansae Henrard
- Digitaria barbinodis Henrard
- Digitaria bicornis (Lam.) Roem. & Schult.
- Digitaria bidactyla Van der Veken
- Digitaria bonplandii Henrard
- Digitaria brazzae (Franch.) Stapf
- Digitaria breedlovei R.W.Pohl & Davidse
- Digitaria breviglumis (Domin) Henrard
- Digitaria brownii (Roem. & Schult.) Hughes
- Digitaria brunoana Raimondo
- Digitaria calcarata Clayton
- Digitaria caledonica Henrard
- Digitaria californica (Benth.) Henrard
- Digitaria cardenasiana Gir.-Cañas
- Digitaria catamarcensis Rúgolo
- Digitaria cayoensis Swallen
- Digitaria chacoensis (Parodi) Henrard
- Digitaria chaseae Henrard
- Digitaria ciliaris (Retz.) Koeler
- Digitaria clavitricha R.W.Pohl
- Digitaria coenicola (F.Muell.) Hughes
- Digitaria cognata (Schult.) Pilg.
- Digitaria comifera Pilg.
- Digitaria compacta (Roth ex Roem. & Schult.) Veldkamp
- Digitaria complanata Goetgh.
- Digitaria compressa Stapf
- Digitaria connivens (Trin.) Henrard
- Digitaria corynotricha (Hack.) Henrard
- Digitaria costaricensis R.W.Pohl
- Digitaria cruciata (Nees) A.Camus - raishan
- Digitaria ctenantha (F.Muell.) Hughes
- Digitaria curtigluma Hitchc.
- Digitaria curvinervis (Hack.) Fernald
- Digitaria cuyabensis (Trin.) Parodi
- Digitaria debilis (Desf.) Willd.
- Digitaria delicata Goetgh.
- Digitaria delicatula Stapf
- Digitaria diagonalis (Nees) Stapf
- Digitaria didactyla Willd.
- Digitaria diffusa Vickery
- Digitaria dioica Killeen & Rúgolo
- Digitaria distans (Chase) Fernald
- Digitaria divaricatissima (R.Br.) Hughes
- Digitaria diversinervis (Nees) Stapf
- Digitaria doellii Mez
- Digitaria dunensis Goetgh.
- Digitaria duthieana Henrard ex Bor
- Digitaria effusa Veldkamp
- Digitaria eggersii (Hack.) Henrard
- Digitaria ekmanii Hitchc.
- Digitaria eminens (Steud.) Backer
- Digitaria enodis (Hack.) Parodi
- Digitaria eriantha Steud.
- Digitaria eriostachya Mez
- Digitaria evrardii Van der Veken
- Digitaria exilis (Kippist) Stapf - fonio blanc
- Digitaria eylesii C.E.Hubb.
- Digitaria fauriei Ohwi
- Digitaria fiebrigii (Hack.) A.Camus
- Digitaria filiformis (L.) Koeler
- Digitaria flaccida Stapf
- Digitaria floridana Hitchc.
- Digitaria fragilis (Steud.) Luces
- Digitaria fujianensis (Liou) S.M.Phillips & S.L.Chen
- Digitaria fulva Bosser
- Digitaria fuscescens (J.Presl) Henrard
- Digitaria fuscopilosa Goetgh.
- Digitaria gardneri Henrard
- Digitaria gaudichaudii (Kunth) Henrard
- Digitaria gayana (Kunth) A.Chev.
- Digitaria gazensis Rendle
- Digitaria gentilis Henrard
- Digitaria gerdesii (Hack.) Parodi
- Digitaria gibbosa (R.Br.) P.Beauv.
- Digitaria glauca A.Camus
- Digitaria gracillima (Scribn.) Fernald
- Digitaria griffithii (Hook.f.) Henrard
- Digitaria gymnostachys Pilg.
- Digitaria gymnotheca Clayton
- Digitaria hengduanensis L.Liou
- Digitaria henrardii Veldkamp
- Digitaria henryi Rendle
- Digitaria hentyi Veldkamp
- Digitaria herpocladus Pilg.
- Digitaria heterantha (Hook.f.) Merr.
- Digitaria hitchcockii (Chase) Hauman & Van der Veken
- Digitaria hololeuca Henrard
- Digitaria horizontalis Willd.
- Digitaria hubbardii Henrard
- Digitaria humbertii A.Camus
- Digitaria hyalina Robyns & Van der Veken
- Digitaria hydrophila Van der Veken
- Digitaria hystrichoides Vickery
- Digitaria iburua Stapf - fonio noir
- Digitaria imbricata R.D.Webster
- Digitaria incisa Van der Veken
- Digitaria induta Swallen
- Digitaria insularis (L.) Mez ex Ekman
- Digitaria intecta Stapf
- Digitaria ischaemum (Schreb.) Muhl.
- Digitaria jansenii Veldkamp
- Digitaria jubata (Griseb.) Henrard
- Digitaria junghuhniana (Steud.) Henrard
- Digitaria killeenii Vega & Rúgolo
- Digitaria lanceolata R.D.Webster
- Digitaria lanuginosa (Nees) Henrard
- Digitaria larsenii Bor
- Digitaria laxa (Rchb.) Parodi
- Digitaria lehmanniana Henrard
- Digitaria leiantha (Hack.) Parodi
- Digitaria leptalea Ohwi
- Digitaria leptorhachis (Pilg.) Stapf
- Digitaria leucitis (Trin.) Henrard
- Digitaria leucostachya (Domin) Henrard
- Digitaria longiflora (Retz.) Pers.
- Digitaria macroblephara (Hack.) Paoli
- Digitaria madagascariensis Bosser
- Digitaria magna (Honda) Honda
- Digitaria maitlandii Stapf & C.E.Hubb.
- Digitaria maniculata Stapf
- Digitaria manongarivensis A.Camus
- Digitaria mariannensis Merr.
- Digitaria megasthenes Goetgh.
- Digitaria melanotricha Clayton
- Digitaria mezii Kaneh.
- Digitaria milanjiana (Rendle) Stapf
- Digitaria minima R.D.Webster
- Digitaria minoriflora Goetgh.
- Digitaria mollicoma (Kunth) Henrard
- Digitaria monobotrys (Van der Veken) Clayton
- Digitaria monodactyla (Nees) Stapf
- Digitaria monodii Veldkamp
- Digitaria monopholis Clayton
- Digitaria montana Henrard
- Digitaria multiflora Swallen
- Digitaria myriostachya (Hack.) Henrard
- Digitaria myurus Stapf
- Digitaria natalensis Stent
- Digitaria neesiana Henrard
- Digitaria neghellensis J.-P.Lebrun
- Digitaria nematostachya (F.M.Bailey) Henrard
- Digitaria nodosa Parl.
- Digitaria nuda Schumach.
- Digitaria oraria R.D.Webster
- Digitaria orbata Hughes
- Digitaria pampinosa Henrard
- Digitaria panicea (Sw.) Urb.
- Digitaria paniculata Soderstr. ex McVaugh
- Digitaria papposa (R.Br.) P.Beauv.
- Digitaria paraguayensis Henrard
- Digitaria parodii Jacq.-Fél.
- Digitaria parva Swallen
- Digitaria parviflora (R.Br.) Hughes
- Digitaria patagiata Henrard
- Digitaria patens (Swallen) Henrard
- Digitaria pauciflora Hitchc.
- Digitaria pearsonii Stapf
- Digitaria pellita Stapf
- Digitaria pennata (Hochst.) T.Cooke
- Digitaria perpusilla Pilg.
- Digitaria perrieri A.Camus
- Digitaria perrottetii (Kunth) Stapf
- Digitaria petelotii Henrard
- Digitaria phaeothrix (Trin.) Parodi
- Digitaria phaeotricha (Chiov.) Robyns
- Digitaria philippinensis Henrard
- Digitaria pinetorum Hitchc.
- Digitaria pittieri (Hack.) Henrard
- Digitaria planiculmis Henrard
- Digitaria platycarpha (Trin.) Stapf
- Digitaria poggeana Mez
- Digitaria polybotryoides Robyns & Van der Veken
- Digitaria polyphylla Henrard
- Digitaria porrecta S.T.Blake
- Digitaria procurrens Goetgh.
- Digitaria psammophila Henrard
- Digitaria pseudodiagonalis Chiov.
- Digitaria pulchra Van der Veken
- Digitaria purpurea Swallen
- Digitaria pusilla Ridl.
- Digitaria quinhonensis A.Camus
- Digitaria radicosa (J.Presl) Miq.
- Digitaria ramularis (Trin.) Henrard
- Digitaria recta Hughes
- Digitaria redheadii (C.E.Hubb.) Clayton
- Digitaria remotigluma (De Winter) Clayton
- Digitaria rivae (Chiov.) Stapf
- Digitaria rukwae Clayton
- Digitaria sabulicola Henrard
- Digitaria sacchariflora (Raddi) Henrard
- Digitaria sacculata Clayton
- Digitaria sanguinalis (L.) Scop.
- Digitaria schmitzii Van der Veken
- Digitaria sejuncta (Hack. ex Pilg.) Henrard
- Digitaria sellowii (C.Muell.) Henrard
- Digitaria seriata Stapf
- Digitaria serotina (Walter) Michx.
- Digitaria setifolia Stapf
- Digitaria setigera Roth
- Digitaria siamensis Henrard
- Digitaria siderograpta Chiov.
- Digitaria similis Beetle ex Gould
- Digitaria simpsonii (Vasey) Fernald
- Digitaria singularis Mez
- Digitaria sparsifructus Ohwi
- Digitaria stenostachya Hughes
- Digitaria stenotaphrodes (Steud.) Stapf
- Digitaria stewartiana Bor
- Digitaria stricta Roth
- Digitaria subcorymbosa (A.Camus) A.Camus
- Digitaria subsulcata Robyns & Van der Veken
- Digitaria swalleniana Henrard
- Digitaria tararensis Henrard
- Digitaria tenuifolia Goetgh.
- Digitaria tenuis (Nees) Henrard
- Digitaria ternata (A.Rich.) Stapf
- Digitaria texana Hitchc.
- Digitaria thouaresiana (Flüggé) A.Camus
- Digitaria thwaitesii (Hack.) Henrard
- Digitaria thyrsoidea Balansa
- Digitaria tisserantii Jacq.-Fél.
- Digitaria tomentosa (J.Koenig ex Rottler) Henrard
- Digitaria tonsa Hughes
- Digitaria tricholaenoides Stapf
- Digitaria trinervis Van der Veken
- Digitaria ursulae H.Scholz
- Digitaria velutina (Forssk.) P.Beauv.
- Digitaria venezuelae Henrard
- Digitaria ventriosa Van der Veken
- Digitaria vidascens Link
- Digitaria villiculmis Henrard
- Digitaria villosa (Walter) Pers.
- Digitaria violascens Link
- Digitaria wallichiana (Steud.) Stapf
- Digitaria xanthotricha (Hack.) Stapf